# NGC 2077
NGC 2077 est une nébuleuse en émission située dans la constellation de la Dorade. NGC 2077 a été découverte par l'astronome écossais James Dunlop en 1826.